# Tyonek
Tyonek is een plaats (census-designated place) in de Amerikaanse staat Alaska, en valt bestuurlijk gezien onder Kenai Peninsula Borough.

## Demografie
Bij de volkstelling in 2000 werd het aantal inwoners vastgesteld op 193.

## Geografie
Volgens het United States Census Bureau beslaat de plaats een oppervlakte van
178,2 km², waarvan 175,1 km² land en 3,1 km² water.

## Plaatsen in de nabije omgeving
De onderstaande figuur toont nabijgelegen plaatsen in een straal van 64 km rond Tyonek.